# E tu vivrai nel terrore - L'aldilà
E tu vivrai nel terrore - L'aldilà (alternativ titel: The Beyond), italiensk film, skräckfilm/zombiefilm, från 1981, regisserad av Lucio Fulci, filmmanus av Dardano Sacchetti, Giorgio Mariuzzo och Lucio Fulci och musik av Fabio Frizzi.

## Rollista
| Catriona MacColl   | – Liza Merril     |
| David Warbeck      | – Dr. John McCabe |
| Cinzia Monreale    | – Emily           |
| Antoine Saint-John | – Schweick        |
| Veronica Lazar     | – Martha          |
| Anthony Flees      | – Larry           |
| Giovanni De Nava   | – Joe the Plumber |
| Al Cliver          | – Dr. Harris      |